# Kenta Chida
Kenta Chida (千田 健太?, Chida Kenta; Kesennuma, 22 agosto 1985) è uno schermidore giapponese, specializzato nella disciplina del fioretto.

## Palmarès
In carriera ha conseguito i seguenti risultati:
- Mondiali di scherma

Parigi 2010: bronzo nel fioretto  a squadre.
- Giochi Olimpici

Londra 2012: argento nel fioretto a squadre.